# Saison 1 de Kangoo Juniors
 (novembre 2011).
Améliorez-le ou discutez des points à vérifier. 
Cet article présente le guide des épisodes de la première saison de la série télévisée Kangoo Juniors.

## Épisode 1:Tableau d'honneur
- France :

## Épisode 2:Noël à School Island
- France :

## Épisode 3:Double Énigme
- France :

## Épisode 4:Jour de frites
- France :

## Épisode 5:Le nouveau Robin des Bois
- France :

## Épisode 6:Happy birthday Junior-Junior
- France :

## Épisode 7:Jeu sans retour
- France :

## Épisode 8:Rôles Renversés
- France :

## Épisode 9:Paradisland
- France :

## Épisode 10:Il faut sauver School Island
- France :

## Épisode 11:Classe de neige
- France :

## Épisode 12:Pas de hasard pour Balthazar
- France :

## Épisode 13:L'Héritier
- France :

## Épisode 14:Halloween
- France :

## Épisode 15:La Saint-Valentin
- France :

## Épisode 16:Vacances en enfer
- France :

## Épisode 17:Pour la jolie dame
- France :

## Épisode 18:Le Fantôme de School Island
- France :

## Épisode 19:Racket
- France :

## Épisode 20:Pyjama Party
- France :

## Épisode 21:Rien ne va plus à School Island
- France :

## Épisode 22:Le Fugitif
- France :

## Épisode 23:Barrage contre la pollution
- France :

## Épisode 24:Super Circus
- France :

## Épisode 25:Le doudou de Junior
- France :

## Épisode 26:Les Naufrageurs
- France :

## Épisode 27:Éducation de reine
- France :

## Épisode 28:Le Grand Championnat
- France :

## Épisode 29:Victoire finale
- France :

## Épisode 30:Freinage impossible
- France :

## Épisode 31:Le visiteur des étoiles
- France :

## Épisode 32:Une petite fille trop gâtée
- France :

## Épisode 33:Tournage à School Island
- France :

## Épisode 34:Le monstre du Mysialand
- France :

## Épisode 35:Descente surprise
- France :

## Épisode 36:Le loup-garou
- France :

## Épisode 37:Prédiction fatale
- France :

## Épisode 38:La fille du Libertator
- France :

## Épisode 39:La Chorale (Comédie musicale)
- France :

## Épisode 40:Vols en série
- France :

## Épisode 41:La sirène
- France :

## Épisode 42:La guerre des crêpes
- France :

## Épisode 43:Superstitions et conséquences
- France :

## Épisode 44:Big Boris
- France :

## Épisode 45:Le concours des miss
- France :

## Épisode 46:Hector est comme les autres
- France :

## Épisode 47:Un jour pour toujours
- France :

## Épisode 48:Carnaval
- France :

## Épisode 49:L'œuf de Pâques
- France :

## Épisode 50:24 heures en ballon
- France :

## Épisode 51:Une bouteille à la mer
- France :

## Épisode 52:La vérité sur la plante dorée
- France :